# 别尔哥罗德州州旗

俄羅斯别尔哥罗德州州旗

别尔哥罗德州州旗是俄羅斯中央联邦管区别尔哥罗德州的旗幟，于2003年5月启用。

## 制式
州旗高与宽的比例为2:3，旗帜上有蓝色十字，将旗帜分成均等的四部分，从左上顺时针开始分别是白色、绿色、黑色、红色。白色部分里绘有别尔哥罗德州州徽，州徽里绘这一只正在休息的狮子和上面的一只鹰。